# Liste der Baudenkmale in Pattensen
In der Liste der Baudenkmale in Pattensen sind alle Baudenkmale der niedersächsischen Stadt Pattensen und ihrer Ortsteile aufgelistet.

## Allgemein
In den Spalten befinden sich folgende Informationen:
- Lage: die Adresse des Baudenkmales und die geographischen Koordinaten. Kartenansicht, um Koordinaten zu setzen. In der Kartenansicht sind Baudenkmale ohne Koordinaten mit einem roten Marker dargestellt und können in der Karte gesetzt werden. Baudenkmale ohne Bild sind mit einem blauen Marker gekennzeichnet, Baudenkmale mit Bild mit einem grünen Marker.
- Bezeichnung: Bezeichnung des Baudenkmales
- Beschreibung: die Beschreibung des Baudenkmales. Unter § 3 Abs. 2 NDSchG werden Einzeldenkmale und unter § 3 Abs. 3 NDSchG Gruppen baulicher Anlagen und deren Bestandteile ausgewiesen.
- ID: die Objekt-ID des Baudenkmales
- Bild: ein Bild des Baudenkmales, ggf. zusätzlich mit einem Link zu weiteren Fotos des Baudenkmals im Medienarchiv Wikimedia Commons. Wenn man auf das Kamerasymbol klickt, können Fotos zu Baudenkmalen aus dieser Liste hochgeladen werden:

## Hüpede

### Einzeldenkmale
| Lage                                            | Bezeichnung     | Beschreibung | ID       | Bild           |
| ----------------------------------------------- | --------------- | --- | -------- | -------------- |
| An der Halbe 52° 14′ 28″ N, 9° 44′ 9″ O         | Gedenkstätte    | Kriegerdenkmal 1914/18 | 31146484 |                |
| Bennigser Straße 11 52° 14′ 40″ N, 9° 44′ 13″ O | Wohnhaus        | Geschützt sind die aufwändige Einfriedung und der Straßengiebel des Wohnhauses eines Dreiseithof.                                  | 31146501 |                |
| Bennigser Straße 23 52° 14′ 36″ N, 9° 43′ 59″ O | Altes Pfarrhaus | Das ehemalige Pfarrhaus ist eines der ältesten Häuser in Hüpede. Es wurde um 1800 erbaut.                                          | 31146519 | BW             |
| Bennigser Straße 39 52° 14′ 36″ N, 9° 43′ 52″ O | Scheune         | Die Scheune wurde 1847 erbaut. Es ist ein Längsdurchfahrtscheune, errichtet mit Sandsteinquader, das ist typisch für reiche Güter. | 31146536 | Weitere Bilder |
| Bennigser Straße 51 52° 14′ 34″ N, 9° 43′ 36″ O | Wohnhaus        | Das Wohnhaus gehörte zu einem Dreiseithof.                                                                                         | 31146553 |                |
| Mittelstraße 12 52° 14′ 33″ N, 9° 44′ 0″ O      | Kirche          | Die Kirche wurde wahrscheinlich im 13. Jahrhundert erbaut. Im Inneren befindet sich eine Taufe aus Sandstein aus dem Jahre 1619.   | 31151140 |                |
| Hüpeder Straße 52° 14′ 19″ N, 9° 44′ 18″ O      | Friedhof        | | 31077280 | BW             |

## Jeinsen

### Gruppe: Hofanlage Ippenstedter Straße 18
Die Gruppe „Hofanlage Ippenstedter Straße 18“ hat die ID 31077227.

| Lage                                              | Bezeichnung  | Beschreibung                                                                            | ID       | Bild |
| ------------------------------------------------- | ------------ | --------------------------------------------------------------------------------------- | -------- | ---- |
| Ippenstedter Straße 18 52° 13′ 3″ N, 9° 47′ 33″ O | Wohnhaus     | Vierständerbau. Das Hallenhaus mit Halbwalmdach wurde Ende des 18. Jahrhunderts erbaut. | 31146924 | BW   |
| Ippenstedter Straße 18 52° 13′ 4″ N, 9° 47′ 33″ O | Scheune      |                                                                                         | 31146944 | BW   |
| Ippenstedter Straße 18 52° 13′ 4″ N, 9° 47′ 33″ O | Wagenschauer |                                                                                         | 31146964 | BW   |

### Gruppe: Hofanlage Ippenstedter Straße 15
Die Gruppe „Hofanlage Ippenstedter Straße 15“ hat die ID 31077217.

| Lage                                               | Bezeichnung  | Beschreibung | ID       | Bild |
| -------------------------------------------------- | ------------ | ------------ | -------- | ---- |
| Ippenstedter Straße 15 52° 12′ 57″ N, 9° 47′ 31″ O | Wohnhaus     |              | 31146904 | BW   |
| Ippenstedter Straße 15 52° 12′ 57″ N, 9° 47′ 29″ O | Stall        |              | 31146867 | BW   |
| Ippenstedter Straße 15 52° 12′ 58″ N, 9° 47′ 31″ O | Wagenschauer |              | 31146886 | BW   |
| Ippenstedter Straße 15 52° 12′ 58″ N, 9° 47′ 33″ O | Scheune      |              | 31146848 | BW   |
| Ippenstedter Straße 15 52° 12′ 58″ N, 9° 47′ 32″ O | Torpfosten   |              | 31151443 | BW   |

### Gruppe: Hofanlage Kirchstraße 17
Die Gruppe „Hofanlage Kirchstraße 17“ hat die ID 31077237.

| Lage                                       | Bezeichnung        | Beschreibung | ID       | Bild |
| ------------------------------------------ | ------------------ | ------------ | -------- | ---- |
| Kirchstraße 17 52° 12′ 55″ N, 9° 47′ 39″ O | Hallenhaus         |              | 31147110 | BW   |
| Kirchstraße 17 52° 12′ 55″ N, 9° 47′ 39″ O | Wirtschaftsgebäude |              | 50118298 | BW   |
| Kirchstraße 17 52° 12′ 56″ N, 9° 47′ 40″ O | Wirtschaftsgebäude |              | 31147130 | BW   |
| Kirchstraße 17 52° 12′ 56″ N, 9° 47′ 41″ O | Wirtschaftsgebäude |              | 50118213 | BW   |
| Kirchstraße 17 52° 12′ 55″ N, 9° 47′ 41″ O | Wirtschaftsgebäude |              | 50118276 | BW   |

### Gruppe: Kirchenanlage St. Georg
Die Gruppe „Kirchenanlage St. Georg“ hat die ID 31077195.

| Lage                                    | Bezeichnung | Beschreibung | ID       | Bild           |
| --------------------------------------- | ----------- | --- | -------- | -------------- |
| Kirchstraße 52° 12′ 52″ N, 9° 47′ 34″ O | Kirche      | Eine Kirche wurde im Jahre 1246 das erste Mal urkundlich erwähnt. Die heutige St.-Georg-Kirche Jeinsen wurde von 1778 bis 1781 erbaut. Fünfachsiger Saalbau mit dreiseitigem Chorschluss. Errichtet aus Bruchstein mit Kalkbewurf und Eckverzahnung. | 31147035 | Weitere Bilder |
| Kirchstraße 52° 12′ 52″ N, 9° 47′ 34″ O | Kirchhof    | Die Mauer wurde aus den Steinen der 1778 bis 1781 als ersetzten baufälligen alten Kirche errichtet. | 31147055 | BW             |
| Kirchstraße 52° 12′ 52″ N, 9° 47′ 31″ O | Ehrenmal    | Gedenkstein 1813/1913 | 31147073 |                |

### Gruppe: Hofanlagen Rittergut Jeinsen
Die Gruppe „Hofanlagen Rittergut Jeinsen“ hat die ID 31077206.

| Lage                                     | Bezeichnung        | Beschreibung | ID       | Bild |
| ---------------------------------------- | ------------------ | --- | -------- | ---- |
| Im Huxole 14 52° 12′ 51″ N, 9° 47′ 18″ O | Herrenhaus         | Das ehemalige Rittergut war von einem Wassergraben umgeben. Das heutige Herrenhaus wurde um 1800 erbaut. Es ist ein zweigeschossiger Bau mit Halbwalmdach. Der Anbau aus Ziegel ist am Giebel datiert mit 1861. | 31146812 | BW   |
| Im Huxole 14 52° 12′ 50″ N, 9° 47′ 17″ O | Wirtschaftsgebäude | | 31146830 | BW   |
| Im Huxole 14 52° 12′ 50″ N, 9° 47′ 20″ O | Wirtschaftsgebäude | | 49919527 | BW   |
| Jahnstraße 1 52° 12′ 47″ N, 9° 47′ 14″ O | Hofanlage          | Um 1900 vom Gut abgeteilt. Das in den 1930er Jahren errichtete Wohnhaus aus Ziegel gehört baulich zum Herrenhaus Im Huxole 14.                                                                                  | 31146999 | BW   |
| Jahnstraße 1 52° 12′ 48″ N, 9° 47′ 16″ O | Scheune            | | 31147017 | BW   |
| Jahnstraße 1 52° 12′ 47″ N, 9° 47′ 16″ O | Stall              | | 31147017 | BW   |

### Einzeldenkmale
| Lage                                                               | Bezeichnung           | Beschreibung | ID       | Bild |
| ------------------------------------------------------------------ | --------------------- | --- | -------- | --- |
| An der Schmiede 1, 3 52° 12′ 56″ N, 9° 47′ 23″ O                   | Haus                  | Der Wirtschaftsteil des Haupthauses eines Hofes stammt aus der Zeit um 1830, Teile des Wohnstalls vermutlich vor 1800. | 31146587 | BW |
| An der Schmiede 4 52° 12′ 57″ N, 9° 47′ 20″ O                      | Hof                   | | 31146605 | BW |
| Auf der Masch 21, ehemals Bergstraße 21 52° 13′ 2″ N, 9° 47′ 54″ O | Wohnhaus              | Das Wohnhaus wurde um 1900 erbaut. Zielbauweise mit zweiachsigem Erkerhaus. Prägend durch seinen Standort im Kurvenbereich am Ortseingang. | 31146640 | [[Vorlage:Bilderwunsch/code!/C:52.21717,9.79821!/D:Auf der Masch 21, ehemals Bergstraße 21, Wohnhaus!/\|BW]] |
| Bürgermeister-Rasch-Straße 1 52° 12′ 51″ N, 9° 47′ 32″ O           | Wohnhaus              | Das Haus ist ein Vierständerbau, er wurde 1818 errichtet. Zweistöckig abgezimmerter Wirtschaftsgiebel. Konstruktion und Wandgliederung der Traufe im Stil eines zweistöckigen Herrenhaus mit mittigem Eingang.                                       | 31146657 | BW |
| Bürgermeister-Rasch-Straße 2 52° 12′ 55″ N, 9° 47′ 27″ O           | Wohnhaus              | Das Haus wurde um 1900 erbaut. Das Haus hat einen hohen Sandsteinsockel, besteht darüber aus Ziegel und hat ein Satteldach. Dieser Typ Haus wird auch als Zuckerrübenburg bezeichnet.                                                                | 31146674 | BW |
| Bürgermeister-Rasch-Straße 4 52° 12′ 53″ N, 9° 47′ 29″ O           | Küsterhaus            | Das ehemalige Küsterhaus wurde im frühen 19. Jahrhundert erbaut. | 31146691 | BW |
| Bürgermeister-Rasch-Straße 6 52° 12′ 52″ N, 9° 47′ 28″ O           | Schule                | Die 1883 errichtete eingeschossige Schule gegenüber der Kirche wurde mit Ziegel erbaut. | 31146708 | BW |
| Calenberger Straße 5 52° 13′ 4″ N, 9° 47′ 39″ O                    | Wohnhaus              | Um 1900 errichtete Zuckerrübenburg. Durch korbbogige Fenster, Lisenen und Geschossgesimse gegliederter Ziegelbau auf hohen Sandsteinsockel unter Satteldach.                                                                                         | 31146761 | BW |
| Calenberger Straße 6 52° 12′ 52″ N, 9° 47′ 38″ O                   | Wohnhaus              | | 31146778 | BW |
| Calenberger Straße 6 52° 12′ 53″ N, 9° 47′ 37″ O                   | Scheune               | | 31146795 | BW |
| Ippenstedter Straße 26 52° 12′ 58″ N, 9° 47′ 26″ O                 | Wohnhaus              | Haupthaus der Hofanlage. Halbwalmdach, außermittiges Dielentor. | 31146982 | BW |
| Kirchstraße 9 52° 12′ 54″ N, 9° 47′ 32″ O                          | Wohnhaus              | Pfarrhaus. Der vermutlich älteste Wandständerbau des Ortes. Im 17. Jahrhundert, nach dem Dreißigjährigen Krieg erstellt. Stockwerksartig abgezimmerter neunachsiger Fachwerkbau.                                                                     | 31147092 | BW |
| Raiffeisenstraße 1 52° 13′ 0″ N, 9° 47′ 41″ O                      | Hofanlage, Hallenhaus | | 31147148 | BW |
| Raiffeisenstraße 7 52° 13′ 2″ N, 9° 47′ 44″ O                      | Wohnhaus              | Das kleine eingeschossige Querdielenhaus auf Sandsteinsockel wurde vermutlich vor dem Jahre 1875 erbaut. | 31147165 | BW |
| Vardegötzer Straße 5 52° 12′ 58″ N, 9° 47′ 17″ O                   | Wohnhaus              | Das Haupthaus wurde im Jahre 1805 erbaut. | 31147200 | BW |
| Vardegötzer Straße 10 52° 13′ 0″ N, 9° 47′ 22″ O                   | Wohnhaus              | Das Wohnhaus einer Hofanlage wurde im Jahre 1899 erbaut. Streng symmetrisch gegliederter Ziegelbau mit quadratischem Grundriss auf hohem Sandsteinsockel. Zweigeschossig, vierachsig mit Rundbogenfenstern. Von einem schmiedeeisernen Zaun umgeben. | 31147217 | BW |
| Vardegötzer Straße 10 52° 13′ 0″ N, 9° 47′ 21″ O                   | Scheune               | | 31147236 | BW |
| Vardegötzer Straße 10 52° 12′ 59″ N, 9° 47′ 22″ O                  | Einfriedung           | | 31151601 | BW |
| Wilhelm-Henze-Straße 5 52° 13′ 1″ N, 9° 47′ 29″ O                  | Hallenhaus            | Wohnhaus und Scheune einer Hofanlage | 31147253 | BW |
| Wilhelm-Henze-Straße 5 52° 13′ 0″ N, 9° 47′ 30″ O                  | Scheune               | | 31147270 | BW |

### Status unklar

#### Einzeldenkmale
| Lage                                                               | Bezeichnung            | Beschreibung | ID | Bild |
| ------------------------------------------------------------------ | ---------------------- | --- | -- | --- |
| Auf der Masch 20, ehemals Bergstraße 20 52° 13′ 1″ N, 9° 47′ 54″ O | Hofstelle mit Wohnhaus | Um 1900 errichtete Zuckerrübenburg. Durch korbbogige Fenster, Lisenen und Geschossgesimse gegliederter Ziegelbau auf hohen Sandsteinsockel unter Satteldach. Die Hofstelle ist zusammen mit dem Wohnhaus Bergstraße 21 prägend durch den Standort im Kurvenbereich am Ortseingang. |    | [[Vorlage:Bilderwunsch/code!/C:52.21699,9.79835!/D:Auf der Masch 20, ehemals Bergstraße 20, Hofstelle mit Wohnhaus!/\|BW]] |
| Calenberger Straße 2 52° 13′ 0″ N, 9° 47′ 35″ O                    | Wohnhaus               | Ehemaliger Vollmeierhof. Um 1900 errichtete Zuckerrübenburg. Durch korbbogige Fenster, Lisenen und Geschossgesimse gegliederter Ziegelbau auf hohen Sandsteinsockel unter Satteldach. Gut erhaltene Gebäudegruppe aus Wohnhaus mit Scheune, Stall und Ziegelmauer.                 |    | BW |
| Calenberger Straße 8 52° 12′ 52″ N, 9° 47′ 37″ O                   | Fachwerkscheune        | |    | BW |
| Raiffeisenstraße 9 52° 13′ 4″ N, 9° 47′ 46″ O                      | Wohnhaus               | Das 1875 erbaute Querdielenhaus mit Halbwalmdach und zweigeschossigem Wohnteil ist einer der ältesten Ziegelbauten im Ort. |    | BW |

## Koldingen

### Gruppe: Hofanlage Amtberg
Die Gruppe „Hofanlage Amtberg“ hat die ID 31077248.

| Lage                                   | Bezeichnung | Beschreibung | ID       | Bild |
| -------------------------------------- | ----------- | --- | -------- | ---- |
| Amtberg 2 52° 16′ 24″ N, 9° 47′ 40″ O  | Wohnhaus    | Schloss Coldingen wurde 1593 nach der Hildesheimer Stiftsfehde im Stil der Renaissance erbaut und später als Amtshaus des Amtes Koldingen genutzt. Das Bauwerk ist weitgehend erhalten geblieben. | 31151170 |      |
| Amtberg 4 52° 16′ 23″ N, 9° 47′ 41″ O  | Kapelle     | | 31147322 |      |
| Amtberg 6 52° 16′ 22″ N, 9° 47′ 37″ O  | Wohnhaus    | | 31147342 |      |
| Amtberg 8 52° 16′ 22″ N, 9° 47′ 42″ O  | Scheune     | | 31147359 |      |
| Amtberg 10 52° 16′ 20″ N, 9° 47′ 42″ O | Scheunen    | | 31147379 |      |
| Amtberg 2 52° 16′ 25″ N, 9° 47′ 41″ O  | Garten      | | 31151655 | BW   |

### Gruppe: Rethener Wassermühle
Die Gruppe „Rethener Wassermühle“ hat die ID 31078920.

| Lage                                          | Bezeichnung | Beschreibung | ID       | Bild           |
| --------------------------------------------- | ----------- | --- | -------- | -------------- |
| Rethener Straße 1 52° 16′ 23″ N, 9° 47′ 32″ O | Wassermühle | Das Mühlengebäude ist ein Wandständer aus der Mitte des 19. Jahrhunderts, zum Teil vermutlich älter. Die erste Mühle wurde 1380 erwähnt. Die heutige Mühle ist seit 1937 stillgelegt. In den 2010er Jahren komplett renoviert. | 31147472 | Weitere Bilder |
| Rethener Straße 1 52° 16′ 23″ N, 9° 47′ 27″ O | Mühlteich   | | 31151121 |                |

### Gruppe: Alter Friedhof Ruther Weg
Die Gruppe „Alter Friedhof Ruther Weg“ hat die ID 31077259.

| Lage                                   | Bezeichnung | Beschreibung                                            | ID       | Bild |
| -------------------------------------- | ----------- | ------------------------------------------------------- | -------- | ---- |
| Ruther Weg 52° 16′ 18″ N, 9° 47′ 45″ O | Friedhof    | Der Friedhof befindet sich an der Ecke „Am Amtsgarten“. | 31147514 |      |

### Einzelbaudenkmale
| Lage                                            | Bezeichnung | Beschreibung | ID       | Bild |
| ----------------------------------------------- | ----------- | --- | -------- | ---- |
| Amtberg 3 52° 16′ 24″ N, 9° 47′ 43″ O           | Gefängnis   | Das Gefängnis wurde von 1800 bis 1802 errichtet. | 31147305 |      |
| Rethener Straße 1 52° 16′ 30″ N, 9° 47′ 12″ O   | Mönch       | Mönch (Teichwirtschaft) | 31151100 |      |
| B 443, km 9,640 52° 16′ 33″ N, 9° 48′ 16″ O     | Brücke      | | 31147397 |      |
| Holländerei 2, 4, 6 52° 16′ 26″ N, 9° 47′ 43″ O | Wohnhäuser  | Die Häuser der Holländerei wurden ab der Mitte des 19. Jahrhunderts bis in das Jahr 1906 errichtet. Sie sind fast unverändert erhalten. | 31147421 |      |
| Rethener Straße 8 52° 16′ 29″ N, 9° 47′ 59″ O   | Wohnhaus    | Der Hof wurde wahrscheinlich im 18. Jahrhundert errichtet, und im 19. Jahrhundert stark umgebaut. Der Hof verfügte über Fischereirechte in der Leine. Das Wohnhaus ist ein zweigeschossiges Wandständerhaus mit einem Krüppelwalmdach. Die Fassade ist mit rautenförmigen Platten aus Blech verkleidet. | 31147497 |      |

## Oerie

### Gruppe: Hofanlage Turmstraße  15
Die Gruppe „Hofanlage Turmstraße  15“ hat die ID 31077269.

| Lage                                      | Bezeichnung | Beschreibung | ID       | Bild |
| ----------------------------------------- | ----------- | --- | -------- | ---- |
| Turmstraße 15 52° 14′ 11″ N, 9° 44′ 47″ O | Wohnhaus    | Der Hof wurde um 1910 erbaut. An der Westseite des Wohnhauses befindet sich ein Treppenturm mit pagodenartigem Helm. | 31147601 |      |
| Turmstraße 15 52° 14′ 11″ N, 9° 44′ 45″ O | Stall       | | 31147639 |      |
| Turmstraße 15 52° 14′ 10″ N, 9° 44′ 44″ O | Scheune     | | 31147621 |      |

### Einzeldenkmale
| Lage                                         | Bezeichnung | Beschreibung                                  | ID       | Bild |
| -------------------------------------------- | ----------- | --------------------------------------------- | -------- | ---- |
| Hüpeder Straße 12 52° 14′ 6″ N, 9° 44′ 35″ O | Wohnhaus    | Das eingeschossige Haus wurde um 1900 erbaut. | 31147584 |      |

## Pattensen

### Gruppe: Kirchen- und Hofanlage Corvinusplatz
Die Gruppe „Kirchen- und Hofanlage Corvinusplatz“ hat die ID 31077300.

| Lage                                        | Bezeichnung             | Beschreibung | ID       | Bild           |
| ------------------------------------------- | ----------------------- | --- | -------- | -------------- |
| Corvinusplatz 52° 15′ 50″ N, 9° 45′ 34″ O   | Kirche                  | Die St.-Lucas-Kirche wurde um 1150 bis 1180 errichtet. Etwa 1400 wurde sie zu einer gotischen Hallenkirche umgebaut.                                                                                                | 31147840 | Weitere Bilder |
| Corvinusplatz 1 52° 15′ 49″ N, 9° 45′ 35″ O | Wohnhaus                | | 31147878 |                |
| Corvinusplatz 2 52° 15′ 48″ N, 9° 45′ 34″ O | Wohnhaus                | Pfarrhaus | 31147897 |                |
| Corvinusplatz 52° 15′ 49″ N, 9° 45′ 34″ O   | Zaun                    | | 1151531  |                |
| Corvinusplatz 3 52° 15′ 49″ N, 9° 45′ 34″ O | Wohnhaus                | | 31147916 |                |
| Corvinusplatz 4 52° 15′ 49″ N, 9° 45′ 33″ O | Wohnhaus                | | 31147935 |                |
| Corvinusplatz 5 52° 15′ 49″ N, 9° 45′ 33″ O | Wohnhaus                | | 31147954 |                |
| Corvinusplatz 6 52° 15′ 50″ N, 9° 45′ 32″ O | Wohnhaus                | | 31147972 |                |
| Corvinusplatz 7 52° 15′ 50″ N, 9° 45′ 32″ O | Wohn-/Geschäftshaus     | Der verputzte Massivbau wurde vermutlich auf einem Bruchsteinsockel des Vorgängerbaus errichtet. Heute befindet sich dort ein Jugendtreffpunkt.                                                                     | 31147990 |                |
| Dammstraße 2 52° 15′ 51″ N, 9° 45′ 37″ O    | Wohnhaus                | | 31148008 |                |
| Dammstraße 4 52° 15′ 51″ N, 9° 45′ 35″ O    | Wohn-/Geschäftshaus     | Das Haus wurde Mitte des 18. Jahrhunderts erbaut. | 31148062 |                |
| Dammstraße 6 52° 15′ 51″ N, 9° 45′ 34″ O    | Wohnhaus                | Das Haus wurde Mitte des 18. Jahrhunderts erbaut. | 31148118 |                |
| Dammstraße 8 52° 15′ 51″ N, 9° 45′ 33″ O    | Wohnhaus                | | 31148193 |                |
| Dammstraße 10 52° 15′ 51″ N, 9° 45′ 32″ O   | Wohnhaus                | Das Wohnhaus ist das letzte Gebäude des Kniggeschen Gutes. Die Wirtschaftsgebäude sind Neubauten gewichen. Das Haus entstand im Jahre 1910.                                                                         | 31148247 |                |
| Hofstraße 2 52° 15′ 51″ N, 9° 45′ 36″ O     | Verwaltungsgebäude      | Das Haus war die ehemalige Kaplanei oder Unterpfarre. Das Haus wurde von 1739 bis 1741 erbaut. Es steht mit der Traufe zur Dammstraße.                                                                              | 31149303 |                |
| Hofstraße 52° 15′ 52″ N, 9° 45′ 35″ O       | Wohnwirtschaftsgebäude  | Hinterhaus von Dammstraße 4. Teil der Gruppe, aber kein Einzeldenkmal. | -        |                |
| Hofstraße 8 52° 15′ 53″ N, 9° 45′ 36″ O     | Herrenhaus              | | 31149359 |                |
| Marktplatz 1 52° 15′ 51″ N, 9° 45′ 38″ O    | Wohnhaus und Restaurant | Das ehemalige Rathaus, das heute den Ratskeller beherbergt, begrenzt den Marktplatz an der Nordseite. Das Gebäude wurde 1757 nach den Plänen des Architekten Heumann erbaut. 1986 gab es eine umfassende Sanierung. | 31149397 |                |
| Marktplatz 2 52° 15′ 50″ N, 9° 45′ 37″ O    | Wohnhaus                | | 31149417 |                |
| Marktplatz 3 52° 15′ 50″ N, 9° 45′ 39″ O    | Wohn- und Geschäftshaus | | 31149435 |                |
| Marktplatz 4 52° 15′ 49″ N, 9° 45′ 37″ O    | Wohnhaus                | | 31149455 |                |
| Marktplatz 6 52° 15′ 49″ N, 9° 45′ 37″ O    | Wohnhaus                | | 31149491 |                |
| Marktplatz 7 52° 15′ 49″ N, 9° 45′ 39″ O    | Wohnhaus                | | 31149509 |                |
| Marktplatz 8 52° 15′ 49″ N, 9° 45′ 37″ O    | Wohnhaus                | | 31149527 |                |
| Marktplatz 9 52° 15′ 49″ N, 9° 45′ 39″ O    | Wohnhaus                | | 31149545 |                |
| Marktplatz 10 52° 15′ 49″ N, 9° 45′ 37″ O   | Wohnhaus                | | 31149563 |                |
| Marktplatz 11 52° 15′ 48″ N, 9° 45′ 39″ O   | Wohnhaus                | | 31149581 |                |
| Marktplatz 12 52° 15′ 48″ N, 9° 45′ 37″ O   | Wohnhaus                | | 31149599 |                |
| Marktplatz 14 52° 15′ 48″ N, 9° 45′ 37″ O   | Wohnhaus                | | 31149617 |                |
| Marktstraße 5 52° 15′ 47″ N, 9° 45′ 39″ O   | Wohnhaus                | | 31149652 |                |
| Marktstraße 7 52° 15′ 47″ N, 9° 45′ 38″ O   | Wohnhaus                | | 31149670 |                |
| Marktstraße 9 52° 15′ 47″ N, 9° 45′ 38″ O   | Wohnhaus                | | 31149688 |                |
| Marktstraße 11 52° 15′ 47″ N, 9° 45′ 37″ O  | Wohnhaus                | | 31149706 |                |
| Talstraße 22 52° 15′ 51″ N, 9° 45′ 41″ O    | Wohnhaus                | Der Fachwerkbau wurde um 1800 erbaut und ist mit Sandsteinplatten behängt. | 31149999 |                |
| Talstraße 24 52° 15′ 51″ N, 9° 45′ 40″ O    | Wohnhaus                | | 31150019 |                |
| Talstraße 26 52° 15′ 51″ N, 9° 45′ 39″ O    | Wohnhaus                | | 31150037 |                |

### Gruppe: Dammstraße
Die Gruppe „Dammstraße“ hat die ID 31077311.
| Lage                                       | Bezeichnung | Beschreibung                                | ID       | Bild |
| ------------------------------------------ | ----------- | ------------------------------------------- | -------- | ---- |
| Dammstraße 3 52° 15′ 50″ N, 9° 45′ 30″ O   | Wohnhaus    |                                             | 31148026 |      |
| Dammstraße 3 52° 15′ 49″ N, 9° 45′ 31″ O   | Scheune     |                                             | 31148044 |      |
| Dammstraße 5 52° 15′ 50″ N, 9° 45′ 29″ O   | Wohnhaus    |                                             | 31148082 |      |
| Dammstraße 7 52° 15′ 50″ N, 9° 45′ 27″ O   | Wohnhaus    |                                             | 31148138 |      |
| Dammstraße 7 52° 15′ 50″ N, 9° 45′ 29″ O   | Mauer       |                                             | 31151549 |      |
| Dammstraße 7 52° 15′ 50″ N, 9° 45′ 28″ O   | Stall       |                                             | 31148175 |      |
| Dammstraße 7 52° 15′ 49″ N, 9° 45′ 28″ O   | Scheune     |                                             | 31148157 |      |
| Dammstraße 9 52° 15′ 50″ N, 9° 45′ 27″ O   | Wohnhaus    |                                             | 31148211 |      |
| Dammstraße 11 52° 15′ 50″ N, 9° 45′ 27″ O  | Wohnhaus    |                                             | 31148267 |      |
| Dammstraße 11 52° 15′ 49″ N, 9° 45′ 27″ O  | Scheune     |                                             | 31148287 |      |
| Dammstraße 13 52° 15′ 50″ N, 9° 45′ 26″ O  | Wohnhaus    |                                             | 31148323 |      |
| Dammstraße 15 52° 15′ 50″ N, 9° 45′ 25″ O  | Wohnhaus    |                                             | 31148361 |      |
| Dammstraße 15 52° 15′ 49″ N, 9° 45′ 25″ O  | Scheune     |                                             | 31148379 | BW   |
| Dammstraße 16 52° 15′ 51″ N, 9° 45′ 27″ O  | Wohnhaus    |                                             | 31148397 |      |
| Dammstraße 17 52° 15′ 50″ N, 9° 45′ 24″ O  | Wohnhaus    |                                             | 31148455 |      |
| Dammstraße 18 52° 15′ 51″ N, 9° 45′ 26″ O  | Wohnhaus    |                                             | 31148512 |      |
| Dammstraße 18 52° 15′ 52″ N, 9° 45′ 26″ O  | Stall       |                                             | 31148493 |      |
| Dammstraße 18 52° 15′ 53″ N, 9° 45′ 25″ O  | Scheune     |                                             | 31148531 |      |
| Dammstraße 19 52° 15′ 50″ N, 9° 45′ 23″ O  | Wohnhaus    |                                             | 31148550 |      |
| Dammstraße 20 52° 15′ 51″ N, 9° 45′ 25″ O  | Wohnhaus    |                                             | 31148568 |      |
| Dammstraße 21 52° 15′ 50″ N, 9° 45′ 23″ O  | Wohnhaus    |                                             | 31148586 |      |
| Dammstraße 21A 52° 15′ 49″ N, 9° 45′ 23″ O | Scheune     |                                             | 31148604 |      |
| Dammstraße 22 52° 15′ 51″ N, 9° 45′ 24″ O  | Wohnhaus    |                                             | 31148622 |      |
| Dammstraße 23 52° 15′ 50″ N, 9° 45′ 22″ O  | Wohnhaus    |                                             | 31148658 |      |
| Dammstraße 23 52° 15′ 49″ N, 9° 45′ 22″ O  | Scheune     |                                             | 31148676 |      |
| Dammstraße 24 52° 15′ 51″ N, 9° 45′ 24″ O  | Wohnhaus    |                                             | 31148694 |      |
| Dammstraße 25 52° 15′ 50″ N, 9° 45′ 21″ O  | Wohnhaus    |                                             | 31148730 |      |
| Dammstraße 26 52° 15′ 51″ N, 9° 45′ 23″ O  | Wohnhaus    |                                             | 31148766 |      |
| Dammstraße 27 52° 15′ 50″ N, 9° 45′ 20″ O  | Wohnhaus    |                                             | 31148802 |      |
| Dammstraße 27 52° 15′ 49″ N, 9° 45′ 20″ O  | Scheune     |                                             | 31148820 | BW   |
| Dammstraße 28 52° 15′ 51″ N, 9° 45′ 22″ O  | Wohnhaus    |                                             | 31148838 |      |
| Dammstraße 28 52° 15′ 51″ N, 9° 45′ 22″ O  | Scheune     |                                             | 31148858 |      |
| Dammstraße 29 52° 15′ 50″ N, 9° 45′ 20″ O  | Wohnhaus    |                                             | 31148878 |      |
| Dammstraße 29 52° 15′ 48″ N, 9° 45′ 20″ O  | Scheune     |                                             | 31148896 | BW   |
| Dammstraße 30 52° 15′ 51″ N, 9° 45′ 22″ O  | Wohnhaus    | Erbaut in der Zeit um die Jahrhundertwende. | 31148914 |      |
| Dammstraße 30 52° 15′ 51″ N, 9° 45′ 22″ O  | Stall       |                                             | 31148952 |      |
| Dammstraße 30 52° 15′ 52″ N, 9° 45′ 21″ O  | Scheune     |                                             | 31148934 |      |
| Dammstraße 32 52° 15′ 51″ N, 9° 45′ 20″ O  | Wohnhaus    |                                             | 31149006 |      |
| Dammstraße 32 52° 15′ 51″ N, 9° 45′ 20″ O  | Stall       |                                             | 31149043 |      |
| Dammstraße 34 52° 15′ 51″ N, 9° 45′ 20″ O  | Wohnhaus    |                                             | 31149061 |      |

### Gruppe: Stadtbefestigung
Die Gruppe „Stadtbefestigung“ hat die ID 31077290.

| Lage                                   | Bezeichnung | Beschreibung | ID       | Bild |
| -------------------------------------- | ----------- | --- | -------- | ---- |
| Dammstraße 52° 15′ 51″ N, 9° 45′ 15″ O | Stadtmauer  | Am Ende der Dammstraße stehen die letzten Reste der Stadtmauer, die anderen Teile wurden im 19. Jahrhundert abgetragen. Der Weg Schäferkamp zeigt den Verlauf der Stadtmauer an. Der bestehende Teil der Stadtmauer war Teil einer Bastion. | 31147775 |      |
| Dammstraße 52° 15′ 53″ N, 9° 45′ 12″ O | Brücke      | | 31147795 |      |
| Dammstraße 52° 15′ 52″ N, 9° 45′ 15″ O | Nordbrücke  | | 31151229 |      |
| Dammstraße 52° 15′ 51″ N, 9° 45′ 16″ O | Südbrücke   | | 31151209 |      |
| 52° 15′ 45″ N, 9° 45′ 25″ O            | Erdwall     | | 31147820 |      |

### Gruppe: Steinstraße 17
Die Gruppe „Steinstraße 17“ hat die ID 31079052.

| Lage                                       | Bezeichnung  | Beschreibung | ID       | Bild |
| ------------------------------------------ | ------------ | ------------ | -------- | ---- |
| Steinstraße 17 52° 15′ 46″ N, 9° 45′ 43″ O | Wohnhaus     |              | 31149860 |      |
| Steinstraße 17 52° 15′ 46″ N, 9° 45′ 43″ O | Nebengebäude |              | 31151266 |      |
| Steinstraße 17 52° 15′ 46″ N, 9° 45′ 42″ O | Nebengebäude |              | 31151249 |      |

### Gruppe: Jüdischer Friedhof Zur alten Mühle
Die Gruppe „Jüdischer Friedhof Zur alten Mühle“ hat die ID 31077332.

| Lage                                       | Bezeichnung        | Beschreibung | ID       | Bild           |
| ------------------------------------------ | ------------------ | --- | -------- | -------------- |
| Zur alten Mühle 52° 16′ 13″ N, 9° 45′ 2″ O | Jüdischer Friedhof | Der Neue jüdische Friedhof Pattensen wurde im Jahre 1815 das erste Mal belegt. Auf dem Friedhof befinden sich noch etwa 50 Grabsteine. | 31150061 | Weitere Bilder |

### Gruppe: Ehemaliger Judenfriedhof Göttinger Straße
Die Gruppe „Ehemaliger Judenfriedhof Göttinger Straße“ hat die ID 31077436.

| Lage                                         | Bezeichnung        | Beschreibung | ID       | Bild |
| -------------------------------------------- | ------------------ | ------------ | -------- | ---- |
| Göttinger Straße 52° 15′ 40″ N, 9° 45′ 44″ O | Jüdischer Friedhof |              | 31149096 |      |

### Einzelbaudenkmale
| Lage                                            | Bezeichnung             | Beschreibung | ID       | Bild |
| ----------------------------------------------- | ----------------------- | --- | -------- | ---- |
| Auf der Burg 2 52° 15′ 47″ N, 9° 45′ 48″ O      | Rathaus                 | Das Rathaus wurde als Pächterhaus im Jahre 1849 erbaut. Es ist ein zweigeschossiges Haus mit vierachsigen Giebeln.                                                            | 31147675 |      |
| Auf der Burg 3 52° 15′ 49″ N, 9° 45′ 48″ O      | Scheune                 | | 31147717 |      |
| Auf der Burg 2 52° 15′ 49″ N, 9° 45′ 49″ O      | Wirtschaftsgebäude      | | 31147717 |      |
| 52° 15′ 57″ N, 9° 45′ 34″ O                     | Bruchwiesen             | | 31147755 |      |
| Göttinger Straße 12 52° 15′ 54″ N, 9° 45′ 51″ O | Wohnhaus                | Das Wohnhaus wurde um 1900 im Stil der sogenannten Zuckerrübenburg erbaut. Es ist ein zweigeschossiger Ziegelbau.                                                             | 31149115 |      |
| Göttinger Straße 16 52° 15′ 52″ N, 9° 45′ 51″ O | Wohnhaus                | | 31149132 |      |
| Göttinger Straße 24 52° 15′ 42″ N, 9° 45′ 50″ O | Wohn-/Geschäftshaus     | | 31149149 |      |
| Göttinger Straße 30 52° 15′ 41″ N, 9° 45′ 48″ O | Wohn-/Geschäftshaus     | | 31149166 |      |
| Göttinger Straße 36 52° 15′ 39″ N, 9° 45′ 43″ O | Wohnhaus                | Das Haus wurde 1838 erbaut. Es ist das ehemalige Postgebäude. Das zweigeschossige Haus mit sechs Achsen und einem Mittelrisalit ist symmetrisch gegliedert.                   | 31149209 |      |
| Göttinger Straße 45 52° 15′ 52″ N, 9° 45′ 53″ O | Wohnhaus                | | 31149234 |      |
| Göttinger Straße 71 52° 15′ 41″ N, 9° 45′ 52″ O | Alte Wache              | Die alte Wache wurde im Jahre 1838 erbaut. Das Haus ist zweigeschossig, die Straßenfront ist mit fünf Arkadenbögen geformt.                                                   | 31149251 |      |
| Helweg 52° 15′ 40″ N, 9° 45′ 54″ O              | Ehrenmal                | | 31149268 |      |
| Marktstraße 1 52° 15′ 47″ N, 9° 45′ 42″ O       | Wohnhaus                | | 31149635 |      |
| Mauerstraße 1 52° 15′ 43″ N, 9° 45′ 46″ O       | Wohnhaus                | | 31149724 |      |
| Mauerstraße 4 52° 15′ 42″ N, 9° 45′ 44″ O       | Wohn- und Geschäftshaus | Das um 1800 erbaute Gebäude ist eines der ältesten zweistöckig abgezimmerten Wandständerbauten. Das obere Geschoss ragt leicht über das Ständerwerk des Erdgeschosses heraus. | 31149741 |      |
| Mauerstraße 10 52° 15′ 42″ N, 9° 45′ 40″ O      | Wohnhaus                | Um 1900 wurde dieser Ziegelbau errichtet, der an die Stelle eines Fachwerkgebäudes trat.                                                                                      | 31149758 |      |
| Mauerstraße 12 52° 15′ 43″ N, 9° 45′ 36″ O      | Wohnhaus                | Eines der sieben Burgmannshöfe, die die Burg umgaben und Anfang des 19. Jahrhunderts erbaut wurde.                                                                            | 31149775 |      |
| Mauerstraße 15 52° 15′ 41″ N, 9° 45′ 42″ O      | Wohnhaus                | | 31149792 |      |
| Mauerstraße 17 52° 15′ 41″ N, 9° 45′ 41″ O      | Wohnhaus                | | 31149809 |      |
| Rathausplatz 1 52° 15′ 38″ N, 9° 45′ 45″ O      | Gedenktafel             | | 31147695 | BW   |
| Steinstraße 3 52° 15′ 44″ N, 9° 45′ 47″ O       | Wohnhaus                | | 31149826 |      |
| Steinstraße 8 52° 15′ 44″ N, 9° 45′ 48″ O       | Wohn- und Geschäftshaus | Das älteste erhaltene Gebäude Pattensens aus dem Jahr 1614. Es überstand unter anderem den großen Brand von 1733. Im Jahre 1978 wurde das Erdgeschoss zum Laden umgebaut.     | 31149843 |      |
| Steinstraße 18 52° 15′ 46″ N, 9° 45′ 45″ O      | Wohnhaus                | | 31149880 |      |
| Steinstraße 40 52° 15′ 50″ N, 9° 45′ 42″ O      | Wohnhaus                | | 31149897 |      |
| Südstraße 11 52° 15′ 45″ N, 9° 45′ 41″ O        | Wohnhaus                | | 31149914 |      |
| Südstraße 15 52° 15′ 44″ N, 9° 45′ 40″ O        | Wohnhaus                | | 31149931 |      |
| Südstraße 16 52° 15′ 43″ N, 9° 45′ 39″ O        | Wohnhaus                | Der zweistöckige Fachwerkbau wurde nach dem großen Brand 1733 gebaut. | 31149948 |      |
| Talstraße 3 52° 15′ 50″ N, 9° 45′ 47″ O         | Wohnhaus                | | 31149965 |      |

### Ehemalige Denkmale
| Lage                                         | Bezeichnung | Beschreibung                                        | ID | Bild |
| -------------------------------------------- | ----------- | --------------------------------------------------- | -- | ---- |
| Am Steintoranger 52° 15′ 38″ N, 9° 45′ 46″ O | Scheune     | existiert nicht mehr – heute steht hier das Rathaus |    |      |

### Status unklar
| Lage                                            | Bezeichnung | Beschreibung                                                                                      | ID       | Bild |
| ----------------------------------------------- | ----------- | ------------------------------------------------------------------------------------------------- | -------- | ---- |
| Dammstraße 5 52° 15′ 48″ N, 9° 45′ 30″ O        | Scheune     | existiert u.U. nicht mehr                                                                         | 31148100 | BW   |
| Dammstraße 9 52° 15′ 49″ N, 9° 45′ 28″ O        | Scheune     | existiert u.U. nicht mehr                                                                         | 31148229 | BW   |
| Dammstraße 12 52° 15′ 51″ N, 9° 45′ 29″ O       | Wohnhaus    | Durch die Überbauung der Traufgasse im Jahr 1795 ist dieses Haus das breiteste in der Dammstraße. | ???      |      |
| Dammstraße 14 52° 15′ 51″ N, 9° 45′ 28″ O       | Wohnhaus    |                                                                                                   | ???      |      |
| Dammstraße 22 52° 15′ 52″ N, 9° 45′ 24″ O       | Scheune     | existiert u.U. nicht mehr                                                                         | 31148640 | BW   |
| Dammstraße 31 52° 15′ 50″ N, 9° 45′ 19″ O       | Wohnhaus    |                                                                                                   | ???      |      |
| Göttinger Straße 35 52° 15′ 59″ N, 9° 45′ 52″ O | Wassermühle | Zweigeschossiger Mühlenbau an der Brücke über die Schille.                                        | ???      |      |
| Hofstraße 6 52° 15′ 53″ N, 9° 45′ 34″ O         | Wohnhaus    |                                                                                                   | ???      |      |
| Marktplatz 5 52° 15′ 49″ N, 9° 45′ 39″ O        | Wohnhaus    |                                                                                                   | ???      |      |
| Mauerstraße 11 52° 15′ 42″ N, 9° 45′ 44″ O      | Wohnhaus    |                                                                                                   | ???      |      |
| Talstraße 7 52° 15′ 50″ N, 9° 45′ 39″ O         | Wohnhaus    |                                                                                                   | ???      |      |
| Talstraße 8 52° 15′ 51″ N, 9° 45′ 47″ O         | Wohnhaus    | Einfach abgezimmerter traufständiger Bau in der Nähe des Marktplatzes.                            | ???      |      |
| Talstraße 10 52° 15′ 51″ N, 9° 45′ 46″ O        | Wohnhaus    | Einfach abgezimmerter traufständiger Bau in der Nähe des Marktplatzes.                            | 31149982 |      |

## Reden

### Gruppe: Gut von Reden
Die Gruppe „Gut von Reden“ hat die ID 31077342.

| Lage                                      | Bezeichnung | Beschreibung | ID       | Bild |
| ----------------------------------------- | ----------- | --- | -------- | ---- |
| Landstraße 11 52° 16′ 54″ N, 9° 47′ 11″ O | Herrenhaus  | Die meisten Gebäude des Gutes stammen aus der Mitte des 19. Jahrhunderts. Der östliche Teil des Gutes steht auf einem Keller der ehemaligen Burg Reden. | 31150116 |      |
| Landstraße 11 52° 16′ 54″ N, 9° 47′ 9″ O  | Kapelle     | | 31150216 | BW   |
| Landstraße 11 52° 16′ 58″ N, 9° 47′ 10″ O | Park        | | 31150273 |      |
| Landstraße 11 52° 17′ 1″ N, 9° 47′ 12″ O  | Grabstein   | | 31150234 | BW   |

### Einzelbaudenkmale
| Lage                                     | Bezeichnung              | Beschreibung | ID       | Bild |
| ---------------------------------------- | ------------------------ | --- | -------- | ---- |
| Dorfstraße 1 52° 16′ 58″ N, 9° 46′ 54″ O | Wohnhaus                 | Auf einer Sandsteinplatte über dem Eingang steht das Jahr 1867.                                                                   | 31150082 |      |
| Ihssengasse 1 52° 16′ 54″ N, 9° 47′ 2″ O | Wohn-/Wirtschaftsgebäude | Das Querdielenhaus ist wahrscheinlich das älteste Haus in Reden. Erbaut wurde das Haus in der ersten Hälfte des 19. Jahrhunderts. | 31150099 |      |
| Landstraße 52° 16′ 50″ N, 9° 47′ 13″ O   | Brücke                   | | 31150252 |      |

## Schulenburg

### Gruppe: ehemalige Feste und Landarbeitersiedlung
Die Gruppe „ehem. Feste u. Landarbeitersiedlung“ hat die ID 31077353.

| Lage                                         | Bezeichnung      | Beschreibung                                            | ID       | Bild           |
| -------------------------------------------- | ---------------- | ------------------------------------------------------- | -------- | -------------- |
| 52° 11′ 47″ N, 9° 47′ 44″ O                  | Feste Calenberg  | Die Feste Calenberg steht in der Ansiedlung Lauenstadt. | 28970922 | Weitere Bilder |
| Zum Calenberg 9 52° 11′ 50″ N, 9° 47′ 37″ O  | Arbeiterwohnhaus |                                                         | 31150340 | BW             |
| Zum Calenberg 10 52° 11′ 51″ N, 9° 47′ 40″ O | Arbeiterwohnhaus |                                                         | 31150394 | BW             |
| Zum Calenberg 11 52° 11′ 51″ N, 9° 47′ 42″ O | Arbeiterwohnhaus |                                                         | 41124400 | BW             |
| Zum Calenberg 12 52° 11′ 51″ N, 9° 47′ 43″ O | Arbeiterwohnhaus |                                                         | 41124481 | BW             |

### Gruppe: Domäne Hauptstraße 1
Die Gruppe „Domäne Hauptstraße 1“ hat die ID 31077364. Die Domäne Calenberg wurde 1669 von den Welfen erbaut. Der Gutshof wurde Neues Calenberg genannt.

| Lage                                      | Bezeichnung | Beschreibung | ID       | Bild |
| ----------------------------------------- | ----------- | ------------ | -------- | ---- |
| Hauptstraße 1 52° 11′ 57″ N, 9° 47′ 15″ O | Herrenhaus  |              | 31150412 | BW   |
| Hauptstraße 1 52° 11′ 58″ N, 9° 47′ 15″ O | Wohnhaus    |              | 31150453 | BW   |
| Hauptstraße 1 52° 11′ 59″ N, 9° 47′ 13″ O | Stall       |              | 31150433 | BW   |
| Hauptstraße 1 52° 12′ 0″ N, 9° 47′ 10″ O  | Scheune     |              | 41049543 |      |
| Hauptstraße 1 52° 11′ 57″ N, 9° 47′ 4″ O  | Scheune     |              | 41049509 | BW   |
| Hauptstraße 1 52° 11′ 58″ N, 9° 47′ 9″ O  | Scheune     |              | 41049580 | BW   |
| Hauptstraße 1 52° 11′ 57″ N, 9° 47′ 12″ O | Garage      |              | 41050676 | BW   |
| Hauptstraße 1 52° 11′ 56″ N, 9° 47′ 15″ O | Brauerei    |              | 41050269 | BW   |
| Hauptstraße 1 52° 11′ 56″ N, 9° 47′ 13″ O | Schmiede    |              | 41050609 | BW   |
| Hauptstraße 1 52° 11′ 56″ N, 9° 47′ 16″ O | Wohnhaus    |              | 41050159 | BW   |
| Hauptstraße 1 52° 11′ 56″ N, 9° 47′ 18″ O | Wohnhaus    |              | 41050231 | BW   |
| Hauptstraße 1 52° 13′ 4″ N, 9° 47′ 51″ O  | Garage      |              | 41050700 | BW   |
| Hauptstraße 1 52° 11′ 57″ N, 9° 47′ 20″ O | Mauer       |              | 31150473 | BW   |

### Gruppe: Hofanlage Hauptstraße 9
Die Gruppe „Hofanlage Hauptstraße 9“ hat die ID 31079038.

| Lage                                      | Bezeichnung | Beschreibung | ID       | Bild |
| ----------------------------------------- | ----------- | --- | -------- | ---- |
| Hauptstraße 9 52° 11′ 49″ N, 9° 46′ 59″ O | Wohnhaus    | Das Fachwerkhaus wurde in der ersten Hälfte des 19. Jahrhunderts erbaut. Das Haus ist zweigeschossig und hat ein Walmdach. | 31150493 | BW   |
| Hauptstraße 9 52° 11′ 50″ N, 9° 46′ 59″ O | Scheune     | | 31150514 | BW   |

### Gruppe: Hofanlage Schulstraße 27–29
Die Gruppe „Hofanlage Schulstraße 27-29“ hat die ID 31077416.

| Lage                                          | Bezeichnung | Beschreibung | ID       | Bild |
| --------------------------------------------- | ----------- | ------------ | -------- | ---- |
| Schulstraße 27-29 52° 11′ 33″ N, 9° 46′ 34″ O | Wohnhaus    |              | 31150925 | BW   |
| Schulstraße 27-29 52° 11′ 34″ N, 9° 46′ 35″ O | Scheune     |              | 31150945 | BW   |

### Gruppe: Hofanlage Schulstraße 16
Die Gruppe „Hofanlage Schulstraße 16“ hat die ID 31077405.

| Lage                                       | Bezeichnung  | Beschreibung | ID       | Bild |
| ------------------------------------------ | ------------ | ------------ | -------- | ---- |
| Schulstraße 16 52° 11′ 36″ N, 9° 46′ 36″ O | Wohnhaus     |              | 31150885 | BW   |
| Schulstraße 16 52° 11′ 36″ N, 9° 46′ 38″ O | Nebengebäude |              | 31150905 | BW   |

### Gruppe: Kirchenanlage Schulstraße
Die Gruppe „Kirchenanlage Schulstraße“ hat die ID 31077395.

| Lage                                       | Bezeichnung | Beschreibung              | ID       | Bild |
| ------------------------------------------ | ----------- | ------------------------- | -------- | ---- |
| Schulstraße 52° 11′ 37″ N, 9° 46′ 46″ O    | Kirche      | Thomas-Kirche Schulenburg | 31150791 |      |
| Schulstraße 52° 11′ 38″ N, 9° 46′ 47″ O    | Kirchgarten |                           | 31150811 |      |
| Schulstraße 13 52° 11′ 37″ N, 9° 46′ 50″ O | Pfarrhaus   |                           | 31150867 | BW   |

### Gruppe: Marienburg
Die Gruppe „Marienburg“ hat die ID 31077385.

| Lage                                  | Bezeichnung | Beschreibung                                                                             | ID       | Bild           |
| ------------------------------------- | ----------- | ---------------------------------------------------------------------------------------- | -------- | -------------- |
| Marienberg 52° 10′ 21″ N, 9° 46′ 1″ O | Marienburg  | Das Schloss Marienburg wurde von 1858 bis 1867 nach einem Entwurf von C. W. Hase erbaut. | 31150694 | Weitere Bilder |

### Gruppe: Jüdischer Friedhof Kampstraße
Die Gruppe „Jüdischer Friedhof Kampstraße“ hat die ID 31077375.

| Lage                                   | Bezeichnung        | Beschreibung | ID       | Bild |
| -------------------------------------- | ------------------ | ------------ | -------- | ---- |
| Kampstraße 52° 11′ 25″ N, 9° 46′ 48″ O | Jüdischer Friedhof |              | 31150655 | BW   |

### Einzeldenkmale
| Lage                                            | Bezeichnung             | Beschreibung | ID       | Bild           |
| ----------------------------------------------- | ----------------------- | --- | -------- | -------------- |
| Calenberger Mühle 1 52° 11′ 49″ N, 9° 47′ 16″ O | Wohnhaus                | Das Wohnhaus der ehemaligen Wassermühle ist eines der aufwendigsten im Stil einer Zuckerrübenburg errichteten in der Region. | 31150750 | BW             |
| Calenberger Straße 52° 11′ 57″ N, 9° 47′ 23″ O  | Brücke                  | Calenberger Brücke | 31150291 | Weitere Bilder |
| Hauptstraße 52° 11′ 36″ N, 9° 46′ 31″ O         | Gedenkstätte            | Kriegerdenkmal 1914/18 | 31150377 | BW             |
| Hauptstraße 11 52° 11′ 48″ N, 9° 46′ 58″ O      | Wohnhaus                | Das zweigeschossige Wohnhaus wurde 1910 erbaut.                                                                              | 31150533 | BW             |
| Hauptstraße 17 52° 11′ 46″ N, 9° 46′ 55″ O      | Wohn- und Geschäftshaus | Das Haus wurde im letzten Drittel des 19. Jahrhunderts erbaut. Das Haus hat C. W. Hase entworfen.                            | 31150568 | BW             |
| Hauptstraße 49 52° 11′ 38″ N, 9° 46′ 33″ O      | Wohnhaus                | Eine Zuckerrübenburg: Das Wohnhaus der Hofanlage.                                                                            | 31150586 | BW             |
| Hauptstraße 56 52° 11′ 38″ N, 9° 46′ 31″ O      | Wohnhaus                | Eine Zuckerrübenburg: Das Wohnhaus der Hofanlage.                                                                            | 31150603 | BW             |
| Hauptstraße 58 52° 11′ 37″ N, 9° 46′ 30″ O      | Wohnhaus mit Gaststätte | Eine Zuckerrübenburg: Das Wohnhaus der Hofanlage.                                                                            | 31150620 | BW             |
| Hauptstraße 61 52° 11′ 30″ N, 9° 46′ 20″ O      | Hofmauer und Wohnhaus   | ehemaliger Amtshof Calenberg, erbaut 1687                                                                                    | 31150637 | BW             |
| Hauptstraße 61 52° 11′ 32″ N, 9° 46′ 20″ O      | Mauer                   | ehemaliger Amtshof Calenberg, erbaut 1687                                                                                    | 31151567 | BW             |
| Marienberg 52° 10′ 16″ N, 9° 45′ 44″ O          | Gedenkstein             | Liegt auf dem Gebiet von Nordstemmen.                                                                                        | 31150732 |                |
| Schmiedestraße 1 52° 11′ 35″ N, 9° 46′ 45″ O    | Scheune                 | | 31150774 | BW             |
| Schulstraße 9 52° 11′ 39″ N, 9° 46′ 49″ O       | Schule                  | | 31150963 |                |
| Schulstraße 23 52° 11′ 35″ N, 9° 46′ 39″ O      | Wohnhaus                | | 31150996 | BW             |

### Status unklar
| Lage                                       | Bezeichnung | Beschreibung                                       | ID | Bild |
| ------------------------------------------ | ----------- | -------------------------------------------------- | -- | ---- |
| Hauptstraße 13 52° 11′ 47″ N, 9° 46′ 57″ O | Wohnhaus    | Das Haus war ein zweigeschossiges Fachständerhaus. |    | BW   |
| Lange Straße 5 52° 11′ 39″ N, 9° 46′ 38″ O | Wohnhaus    |                                                    |    | BW   |
| Schulstraße 18 52° 11′ 36″ N, 9° 46′ 33″ O | Wohnhaus    |                                                    |    | BW   |

## Vardegötzen

### Gruppe: Hofanlage Im Winkel 3
Die Gruppe „Hofanlage Im Winkel 3“ hat die ID 31077426.

| Lage                                   | Bezeichnung              | Beschreibung                                                                                      | ID       | Bild |
| -------------------------------------- | ------------------------ | ------------------------------------------------------------------------------------------------- | -------- | ---- |
| Im Winkel 3 52° 12′ 50″ N, 9° 46′ 4″ O | Wohn-/Wirtschaftsgebäude | Zu der hier ausgewiesenen „Gruppe baulicher Anlagen“ gehört ein noch 1895 errichtetes Hallenhaus. | 31151046 |      |
| Im Winkel 3 52° 12′ 50″ N, 9° 46′ 3″ O | Scheune                  |                                                                                                   | 31151066 |      |

### Status unklar

#### Einzelbaudenkmale
| Lage                                              | Bezeichnung              | Beschreibung | ID       | Bild |
| ------------------------------------------------- | ------------------------ | --- | -------- | ---- |
| Göttinger Landstraße 3 52° 13′ 0″ N, 9° 44′ 51″ O | Wohn-/Wirtschaftsgebäude | Das Wohn-/Wirtschaftsgebäude ist ein Vierständerhallenhaus und wurde 1791 erbaut. Es war mal eine Posthalterei. An der im Denkmalatlas markierten Stelle steht kein Gebäude mehr. Laut altem Foto war die Posthalterei auf dem Nachbargrundstück Göttinger Landstraße 1. Das Wohnhaus scheint stark umgebaut oder ersetzt zu sein. | 31151029 |      |